# CHEOPS
CHEOPS（CHaracterizing ExOPlanets Satellite：ケオプス）は欧州宇宙機関（ESA）とスイス宇宙局（SSO）の協力によって2019年12月18日に打ち上げられた太陽系外惑星の観測を目的とした小型宇宙望遠鏡である。

## 概要
欧州宇宙機関が長中期探査計画「Cosmic Vision 2015-2025」において進める大・中・小規模の各プロジェクトのうち、小規模ミッション（ESA分担予算5000万ユーロ・開発期間4年以下）最初の人工衛星(S1)として26候補の中から2012年10月に選定された
。
提案者はベルン大学の天体物理学者ウィリー・ベンツ教授で、搭載される宇宙望遠鏡は同大学の宇宙居住性センター（Center for Space and Habitability）によって設計・製作された。
トランジット法による観測が可能な既知の系外惑星を持つ恒星系に対して、惑星が恒星の前を横切って減光が起きるタイミングで望遠鏡を指向し、その光度の変化を詳細に観測することで、惑星の直径を誤差10％の精度で求める。地球質量の20倍以下の惑星（スーパー・アースまたは天王星型惑星）を中心に観測を行い、未だサンプルが少ないため詳細が不明なこのクラスの惑星密度の傾向とその惑星形成史ついて研究を進める。また次世代の大型望遠鏡（欧州超大型望遠鏡やジェームズ・ウェッブ宇宙望遠鏡など）がその分光観測で系外惑星の大気を詳細に分析するに先立ち、その観測候補となる惑星系を絞り込んでおく役割が期待されている。
衛星プラットフォームはエアバス・ディフェンス・アンド・スペースが製作を担当。衛星の大きさは高さ1.5m、外径1.6mで重量は290kg。6角柱の衛星プラットフォームの片側3面を覆う太陽電池アレイが、衛星と観測装置を太陽光から守るシールドの役割を兼ねており、そのサンシールドを背負う形で光度測定用に設計されたリッチー・クレチアン式望遠鏡（バッフルを含め全長1.2m、重量60kg）が設置される。この望遠鏡は口径320mm、焦点距離2681mmで、0.32度の視野直径を有し、その焦点に置かれたCCDが可視～近赤外線の波長（400～1100nm）を検出して観測対象となる恒星の光度変化を測定する。
CHEOPSは2019年3月に衛星のテストを完了した
。
イタリアの軍民共用地球観測衛星COSMO-SkyMed第二世代機の打ち上げに伴うサブペイロードとして、2019年10月15日から11月14日にかけての打ち上げが予定されていたが
、2019年12月18日に打ち上げられた。
地球の明暗境界線上を周回する太陽同期ドーンダスク軌道に投入され、常に望遠鏡を太陽の反対側に向ける姿勢（離角120度以上）を保ちつつ観測を行う。
打ち上げと軌道上の試験まではESAが担当し、その後の観測運用はスイスのベルン大学が中心となりヨーロッパ11か国の研究機関が参加するCHEOPSコンソーシアムによって管理される。ジュネーブ大学内に置かれたサイエンスオペレーションセンターによって観測スケジュールが組まれ、スペイン国立航空宇宙技術研究所内のミッションオペレーションセンターを通じてトレホン・デ・アルドス地上局より衛星の制御コマンドがアップロードされる。観測時間の20パーセントは外部の研究機関から提案されたターゲットに割り当てられる予定である。